# Dead Space 3
Dead Space 3 (укр. Мертвий Космос 3) — науково-фантастична відеогра жанру шутера від третьої особи з елементами survival horror (англ. Third person shooter with the element Survival horror), розроблена Visceral Games. Третя і станом на 2016 рік остання гра серії Dead Space із запланованої трилогії. 15 січня 2013 року з'явилася закрита демо-версія доступна тільки для користувачів Xbox 360. 22 січня демо-версія стала доступна всім власникам Xbox 360 і PS3. Повна версія гри вийшла 5 лютого 2013 року в Америці, 7 лютого 2013 року в Росії і 8 лютого 2013 року в Європі на Xbox 360, PS3 і PC. Dead Space 3 була розроблена на ігровому рушієві Visceral Engine.
Сюжет гри продовжує події попередніх частин. Зараження некроморфів проникає на Місяць, де після фіналу Dead Space 2 проживав Айзек Кларк. Земний уряд переконує його вирушити на пошуки зниклої Еллі, котра в пошуках способу зупинити нероморфів і вплив Обелісків зникла на покритій льодом планеті Тау Волантіс.

## Ігровий процес

### Основи
Геймплейна складова гри зазнала досить значних змін, порівняно з Dead Space 2. Гравцеві стали доступні перекати і присідання, з'явилася можливість ховатися за укриттями. Оновився набір ворогів. Тепер гравцям протистоять не тільки орди некроморфів, але і фанатичні солдати юнітологів. Іноді зустрічаються навіть бої на три сторони. Кількість різновидів некроморфів збільшилася ненабагато порівняно з другою частиною, але майже у всіх був перероблений зовнішній вигляд. Був значно перероблений верстак. Кардинальною зміною стало додавання системи крафтингу. Тепер з ворогів випадають не гроші, а ресурси, з яких можна створювати зброю, аптечки, патрони і т. д. Отримати ресурси так само можна за допомогою спеціального пошукового бота. Тепер зброю можна створювати не тільки за кресленнями, але і самостійно експериментувати з різними її варіаціями. Модифікація зброї відбувається не за допомогою силових вузлів, а з допомогою модифікаторів, знайдених в процесі гри або створених на верстаку. Модифікувати ІКС (Індивідуальний Комплект Самозабезпечення), кінезис-модуль і стазис-модуль тепер доводиться в гардеробі (сильно змінений аналог магазину з попередніх частин). Крім цього в гардеробі можна вибрати костюм для гравця. Були додані швидкі подорожі між локаціями і побічні завдання. В ході побічних завдань гравець може знайти безліч корисних речей. Прибрані самостійні точки збереження, тепер вся гра зберігається в один слот автоматично.

### Спільне проходження
Найбільшим нововведенням став кооператив на двох осіб. Мультиплеєр, представлений в Dead Space 2, відсутній. Другий гравець може взяти під свій контроль Джона Карвера і підключитися до головного персонажа Айзека в будь-якій точці збереження. Кооперативна версія гри серйозно відрізняється від одиночної, щоб проходити її було цікаво саме удвох, взаємодіючи один з одним (піднімати виведеного з ладу товариша, обмінюватися предметами інвентаря тощо). Періодично в одного з персонажів будуть траплятися галюцинації. Примітно те, що другий гравець не буде бачити їх. Гравець, що піддався галюцинації, може почати стріляти в різні сторони або навіть у свого напарника. В залежності, грається поодинці або в кооперативі, сюжет гри буде трохи змінюватися. В одиночній грі другого гравця не замінює бот, там Джон Карвер буде з'являтися періодично, як сюжетний персонаж. Деякі побічні завдання доступні лише в кооперативі. Всі вони майже повністю присвячені впливу Обелісків на Джона Карвера.

## Сюжет
Гра починається за 200 років до основних подій на засніженій планеті в ролі солдата Тіма Койфмана, який повинен знайти на розбитому кораблі носій інформації з «Кодексом». Знайшовши його, солдат відносить знахідку в домовлене місце, де його вбиває командир Махада, після чого стирає «Кодекс» і вистрілює собі в голову.
Після подій Dead Space 2 минуло два місяці. Айзек Кларк оселився на колонії «Нові горизонти» на Місяці, воліючи залишатись осторонь будь-чого, пов'язаного з Обелісками та некроморфами. Еллі Ленгфорд домоглася отримати протез втраченого ока і вирішила зупинити поширення Обелісків. Одного разу в квартиру Кларка вламуються двоє спецпризначенців Земного уряду (англ. EarthGov) — Капітан Роберт Нортон і сержант Джон Карвер, та вимагають від нього піти з ними, оскільки Айзек єдиний, хто зміг зруйнувати два Обеліски. Спочатку він протестує, кажучи взяти для таких справ Еллі, але, дізнавшись, що Еллі зникла і саме тому EarthGov прийшли до нього, погоджується піти.
Скоро на групу нападають юнітологи, Айзек відокремлюється та, пробиваючись крізь натовп фанатиків юнітологів і некроморфів, дізнається хто стоїть за нападом — Артур Данік. Той демонструє Айзеку Обеліск, що став причиною поширення некроморфів на Місяці і намагається вбити Айзека, але йому вдається втекти. Отримавши відомості про останнє місце перебування Еллі — планету Тау Волантіс, він вирушає туди з Нортоном та Карвером.
На підльоті до планети їхній човник потрапляє в мінне поле, екіпажу ледве вдається евакуюватися на найближчий покинутий корабель CMS Roanoke. Там же Айзек знаходить Еллі і Остіна Бакла та Дженніфер Сантос — інших вцілілих з її команди. Знайшовши всі необхідні деталі для ремонту на інших розбитих кораблях команді вдається полагодити транспортник і висадитися на планету. В ході жорсткої посадки Айзек відокремлюється, а його шолом ламається, що стає проблемою в холодному кліматі. Відбиваючись від напалих некроморфів він натикається на пораненого Бакла. Той перед смертю повідомляє про сховок з необхідними для виживання на планеті речами. Айзек знаходить все необхідне, після цього зустрічається з Карвером і знаходить лабораторію. Група дізнається, що Обеліски на планеті контролює якась машина, знайти яку можна завдяки замороженому велетенському некроморфу Нексусу. Добравшись до ангара і полагодивши системи, Айзек потрапляє всередину Нексуса. Згодом з'ясовується, що Нортон передавав юнітологам всю інформацію. Нексус несподівано оживає, після битви з ним Нортон безуспішно намагається застрелити Айзека.
Айзек розповідає про цей випадок Еллі. В горах Сантос і некроморф падають на ліфті. Айзек падає також, але залишається живим і згодом знову зустрічається з Еллі. Дійшовши до кімнати управління, Айзек дізнається, що аби відключити машину йому потрібно зібрати новий ключ або ж «Кодекс» і частини некроморфа Розетти, знайденого першими колоністами, і який утворений з тіла представника зниклої цивілізації Тау Волантіс. Айзек збирає частини Розетти і спостерігає видіння того, як Обеліск, якому поклонялися корінні жителі планети, вбив їх, щоб почати Воз'єднання — перетворення себе на Місяць — фінальну форму розвитку некроморфів. Тій цивілізації вдалося побудували машину для того, щоб не дати Місяцеві покинути орбіту Тау Валонтіс. Айзек усвідомлює, що ключ насправді потрібен для зупинення Місяця. Але тут на команду нападає Данік і його юнітологи, котрі відбирають у Айзека ключ. Кларк впускає в кімнату отруйний газ і тікає з Карвером, проте Даніку вдається вибратися теж. Еллі ж нібито помирає, застрягнувши у кімнаті. Діставшись до шахт з машиною герої захоплюють ключ і ремонтують машину. Данік бере вцілілу Еллі в заручники, Карвер віддає ключ йому, вважаючи порятунок Еллі важливішим.
Вимкнення машини повертає Місяць до життя, який раніше вважався природним супутником планети, та починає поглинати все навколо. Даніка в результаті вбиває скелею. Айзек вирушає вбити супутник, борючись з велетенським організмом всередині нього, включає машину заново, що врешті знищує Місяць.

## Персонажі
- Айзек Кларк (англ. Isaac Clark) — протагоніст, головний герой гри і всієї трилогії. Після трагічних подій на кораблі USG «Ішимура» і на станції Титан ховається від Юнітологов і уряду, які намагаються отримати закладені в його голові креслення створення Обелісків. Вирушає на планету Тау Волантіс, щоб знайти свою подругу Еллі Ленгфорд, і раз і назавжди зупинити епідемію, викликану Обелісками. Айзек практично повністю поборов божевілля, яке трапилося з ним у Dead Space 2, і більше не має галюцинацій. Його подальшу долю, після фінальної битви, показано в доповненні Awakened.

- Еллі Ленгфорд (англ. Ellie Langford) — пілот СЕС 4-го класу. Разом з Айзеком пережила події на станції Титан. Мала з Айзеком бурхливий, але нетривалий роман. Після того як Айзек вирішив спробувати жити нормальним життям, Еллі продовжила шукати способи протистояти некроморфам. Пошуки привели її на планету Тау Волантіс. Всіляко допомагає протагоністу по мірі проходження гри. Після знищення Місяця некроморфів, Еллі кілька разів спробувала викликати Айзека або Карвера, але так і не отримала відповіді. Зневірившись, вона вирішила, що вони загинули, і вирушила на Землю.

- Джон Карвер (англ. John Carver) — член загону EarthGov. На планеті Уксор зіткнувся з активацією Обеліска та епідемією некроморфів. З вини Джейкоба Даніка загинули дружина і син Карвера. В одиночній грі незначно допомагає Айзеку протягом всієї гри. В кооперативі є ігровим персонажем і проходить пліч-о-пліч з Айзеком весь шлях. Має галюцинації, подібні до тих, які мали Айзек і Стросс у Dead Space 2. Обеліски використовують образи його загиблих дружини і сина. Його подальша доля, після фінальної битви, показана в доповненні Awakened.

- Роберт Нортон (англ. Robert Norton) — капітан космічного корабля «Юдора» (англ. USM Eudora) і один із вцілілих членів загону EarthGov. Очолює рятувальну операцію з пошуку Еллі Ленґфорд. Допомагає Айзеку і Карверу під час подій гри. Ревнує Айзека до Еллі, в результаті чого між Нортоном і Айзеком періодично виникають конфлікти. Зрадив Айзека, видавши його Юнітологам в обмін на корабель для рятування з Тау Волантіс. Був убитий Айзеком.

- Джейкоб Артур Данік (англ. Jacob Artur Danick) — юнітолог, лідер екстремістів, з вини якого відбувається нова епідемія некроморфів місячної колонії «Нові Горизонти» (англ. New Horizonts) на початку гри. Головний антагоніст гри. Протягом гри намагається перешкодити Айзеку знищити Обеліски. Убитий уламком гірської породи.

- Дженніфер Сантос (англ. Jennifer Santos) — вчений, член команди Еллі Ленгфорд. Допомагає Айзеку в пошуках способів знищення некроморфів. Трагічно загинула ближче до кінця гри.

- Остін Бакл (англ. Austin Buckell) — ще один вцілілий член команди Еллі Ленгфорд. Загинув від обмороження.

- Пілоти Марк Розен (англ. Mark Rosen) Локк (англ. Locke) — пілоти корабля «Юдора», на якому Айзек разом з Нортоном і Карвером прибуває на орбіту планети Тау Волантіс. Гинуть під час жорсткої посадки на поверхню планети.

## Глави
Як і в попередній частині, Dead Space 2, гра йде без видимих полів завантаження наступного рівня. Назви можна побачити в правому нижньому кутку екрану на початку глави.
| Голова | Українською мовою       | Англійською мовою                    |
| ------ | ----------------------- | ------------------------------------ |
|        | Пролог                  | Prologue: Beginnings                 |
| 1      | Раптове пробудження     | Chapter 1: Rude Awakening            |
| 2      | Сам по собі             | Chapter 2: On Your Own               |
| 3      | Roanoke                 | Chapter 3: The Roanoke               |
| 4      | Відгомін історії        | Chapter 4: History's Ember           |
| 5      | Очікувані затримки      | Chapter 5: Expect Delays             |
| 6      | Ремонт перед відправкою | Chapter 6: Repair to Ride            |
| 7      | Хаос                    | Chapter 7: Мayhem                    |
| 8      | Немає зв'язку           | Chapter 8: Off the Grid              |
| 9      | Вперед                  | Chapter 9: Onward                    |
| 10     | Тепер ми знаємо         | Chapter 10: Now We Know              |
| 11     | Полювання за сигналом   | Chapter 11: Signal Hunting           |
| 12     | Розкриття               | Chapter 12: Autopsy                  |
| 13     | Торкнутися небес        | Chapter 13: Reach for the Sky        |
| 14     | Всьому своє місце       | Chapter 14: Everything Has Its Place |
| 15     | Примхи долі             | Chapter 15: A Change of Fortune      |
| 16     | Що приховано внизу      | Chapter 16: What Lies below          |
| 17     | Дивне місто             | Chapter 17: A Strange city           |
| 18     | Убий або будь вбитим    | Chapter 18: Kill or Be Killed        |
| 19     | Кінець                  | Chapter 19: Endings                  |

Якщо поєднати всі перші літери кожної глави англійською, то вийде B.R.O.T.H.E.R.M.O.O.N.S.A.R.E.A.W.A.K.E., або Brother Moons are awake, що перекладається як «Братні Місяці прокинулися». В фіналі DLC «Awakened» показується ця подія.

## Завантажувані доповнення

### Awakened
Перше доповнення до гри отримало назву Awakened і вийшло 12 березня 2013 року за ціною 9.99$. Воно продовжує події Dead Space 3 та розширює набір ворогів.
Айзек і Карвер отямлюються на поверхні Тау Волонтіс, не розуміючи як там опинилися. Вони вирішують знайти корабель юнітологів та покинути на ньому планету. Айзек, відділившись, натикається на живого Нортона, який раптом стає некроморфом. Айзек розуміє, що щось не передбачив — з загибеллю Місяця чудовиська мали б зникнути. В пошуках корабля він зустрічає нові види некроморфів, але в підсумку пробивається до Карвера, який знайшов космічний човник. Щоправда на ньому зламаний гіпердвигун, тому команда сподівається знайти на орбіті справний корабель.
Вони натрапляють на корабель «Терра Нова», де виявляються фанатики юнітологів, котрі калічили себе, причіплюючи леза до тіла, щоб бути схожими на некроморфів. Час від часу Айзек бачить галюцинації, де він бореться з чудовиськами, фанатиками і руйнує Обеліски. В ході боїв він розуміє, що якщо корабель полетить до Землі, всі юнітологи з Тау Волонтіс вирушать за ним, але все ж запускає двигун. Корабель, будучи на межі, здійснює стрибок до Землі.
«Терра Нова» опиняється в навколоземному просторі, Айзек посилає запит на посадку, але йому ніхто не відповідає. Карвер намагається настроїти зв'язок і чує тільки крики некроморфів. Обоє дивляться у вікно, де бачать, що Земля оточена численними Місяцями некроморфів.

### Tau Volantis Survival Kit
Це доповнення складається з контенту, який гравець може знайти чи купити впродовж гри. Туди входять костюми, зброя, та вдосконалення бота.